# Nebrioporus sichuanensis
Nebrioporus sichuanensis là một loài bọ cánh cứng trong họ Bọ nước. Loài này được Hendrich & Mazzoldi miêu tả khoa học năm 1995.